# Tipula (Pterelachisus) margarita
Tipula (Pterelachisus) margarita is een tweevleugelige uit de familie langpootmuggen (Tipulidae). De soort komt voor in het Nearctisch gebied.